# Потоцкий, Иоахим Кароль
Иоахим Кароль Потоцкий (пол. Joachim Karol Potocki, 1725—1791) — польский магнат, староста теребовльский и грибовский, подчаший великий литовский (1763—1780), генерал-поручик польской армии, участник Барской конфедерации. Из рода Потоцких.

## Биография
Представитель крупнейшего и богатейшего польского магнатского рода Потоцких герба Пилява. Старший сын каштеляна брацлавского Яна Потоцкого (1693—1744) и Констанции Данилович (1707—1792), брат воеводы белзского и генерал-майора польской армии Теодора Потоцкого (1738—1812).
В 1755 году Иоахим Кароль Потоцкий получил патент генерал-майора, в 1758 году стал шефом драгунского полка.
В 1763—1780 годах занимал должность подчашего великого литовского, позднее стал шефом конного полка имени королевы Ядвиги и региментарием Барской конфедерации.
Участвовал в предбарской конфедерации в Варшаве и в Львове, затем стал руководителей восстания. В 1768 году Иоахим Кароль Потоцкий стал одним из создателей и организаторов Барской конфедерации.
Был избран маршалком несколько юго-восточных воеводств. В битве под Подгайцами великий подчаший литовский Иоахим Потоцкий был разбит русскими, был лишен своих имений и бежал в Молдавию. Конфликтовал с другим лидером конфедерации, старостой варецким Юзефом Пулавским. В 1770 году Ян Кароль Потоцкий вместе с Яном Клеменсом Браницким объявил манифест о детронизации Станислава Понятовского и бескоролевье в Польше. В 1779 году вернулся на родину и был помилован.
В 1763 году стал кавалером Ордена Белого Орла.
В мае 1791 года Иоахим Кароль Потоцкий скончался.
Благодаря первому браку, приобрёл имения в Брестском, Пинском и Волковысском поветах ВКЛ.

## Семья и дети
Иоахим Кароль Потоцкий был дважды женат. В 1752 году женился на Терезе Сапеге, дочери подскарбия надворного литовского Юзефа Франтишека Сапеги (1679—1744) и Кристины Браницкой (ум. 1761). Дети:
- Кристина Потоцкая (ум. 1789), жена графа Петра Франтишека Потоцкого (1745—1829)[2]
- Иоанна Потоцкая, жена старосты каневского графа Яна Потоцкого

В 1786 году после смерти первой жены вторично женился на Анне Саломее Грохольской, дочери воеводы брацлавского Мартина Грохольского (1727—1807) и Цецилии Холоневсой. Во втором браке детей не имел.